# 최민식 (사진가)
최민식(1928년 3월 6일  ~ 2013년 2월 12일)은 대한민국의 사진가이다. 종교는 천주교이며, 세례명은 빈첸시오이다. 대한민국의 1세대 다큐멘터리 사진작가로 불리며, 1957년 사진에 입문한 이후 인간이라는 주제에 천착해 다큐멘터리 사진을 고집했다.

## 약력
1955년 일본으로 건너가 도쿄 중앙미술학원에서 2년간 미술을 공부하다가 에드워드 스타이켄(Edward Steichen)의 사진집 '인간 가족'(The Family of Man)에 매료되면서 독학으로 사진을 공부하며 진로를 바꿨다.

## 저서 및 출판 목록
- 1968년 사진집 인간 1권을 출간한 이후 2009년까지 14권을 출간하였다.[2]
- 2004년 사진집 우먼(Woman)[3]
- 2008년 자신의 사진작품 원판 10만여 장 등 13만여 점의 자료를 국가기록원에 기증하였다.
- 2009년 낮은 데로 임한 사진, 눈빛출판사
- 2013년 1월 휴먼선집, 눈빛출판사

## 전집
- 2006년 11월 20일 우리 인물 이야기《뭘 그렇게 찍으세요》강무지 지음, 한지선 그림, 우리누리

## 수상
- 1962년 대만 국제사진전 입선[4]
- 1974년 한국 사진문화상
- 1980년 도선사진문화상
- 1985년 현대사진문화상
- 1987년 예술문화대상 본상
- 1994년 봉생문화상
- 1995년 대한사진문화상
- 1996년 백조사진문화상
- 2001년 대한민국옥관문화훈장
- 2005년 동강사진상
- 2008년 국민포장

## 참고
1. ↑  ‘다큐멘터리 1세대’ 사진작가 최민식씨 별세[깨진 링크(과거 내용 찾기)]
2. ↑  '인간' 시리즈의 사진작가 최민식 "아름다움은 행동을 유발한다"
3. ↑  “사진작가 최민식 “실제로 느끼지 못한다면 찍지도 마라””. 2013년 3월 26일에 원본 문서에서 보존된 문서. 2013년 2월 13일에 확인함.
4. ↑  "있는 그대로 찍어라"... '빈민의 사진가' 별세 - 오마이뉴스